# Nemanja Vico
Nemanja Vico (Kotor, 19 de novembro de 1994) é um jogador de polo aquático sérvio.

## Carreira
O pivô de 1,91 metros de altura jogou pelo Montenegro na juventude e obteve a cidadania sérvia em 2012. Ele inicialmente jogou pelo Primorac Kotor. De 2012 a 2016 estudou em Belgrado e jogou pelo VK Partizan Belgrado, com quem se sagrou duas vezes campeão sérvio. Em seguida, trabalhou como profissional na Grécia e na Itália. Em 2024 voltou a jogar pelo Primorac Kotor.
Em 2015 participou da Universiade de Gwangju com a seleção de estudantes sérvios e ficou em quarto lugar. A partir de 2016 jogou na seleção nacional. Em 2018, a Sérvia venceu a final contra a Espanha no Campeonato Europeu em Barcelona, após uma disputa de pênaltis de cinco metros. Vico marcou três gols durante o torneio. Em 2019, a seleção sérvia terminou em quinto lugar na Copa do Mundo de Gwangju, após perder para os espanhóis nas quartas de final.
Nos Jogos Olímpicos de Verão de 2024, em Paris, conquistou a medalha de ouro no torneio masculino do polo aquático, após vencer na final confronto contra a equipe croata por 13–11.